# Ріта Мак-Брайд
Ріта Макбрайд (англ. Rita McBride; 1960) — американська скульпторка та інсталяторка. Перша жінка-ректор Дюссельдорфської академії мистецтв (Німеччина).

## Життєпис
Народилася у 1960 році в місті Де-Мойн, штат Айова, США.

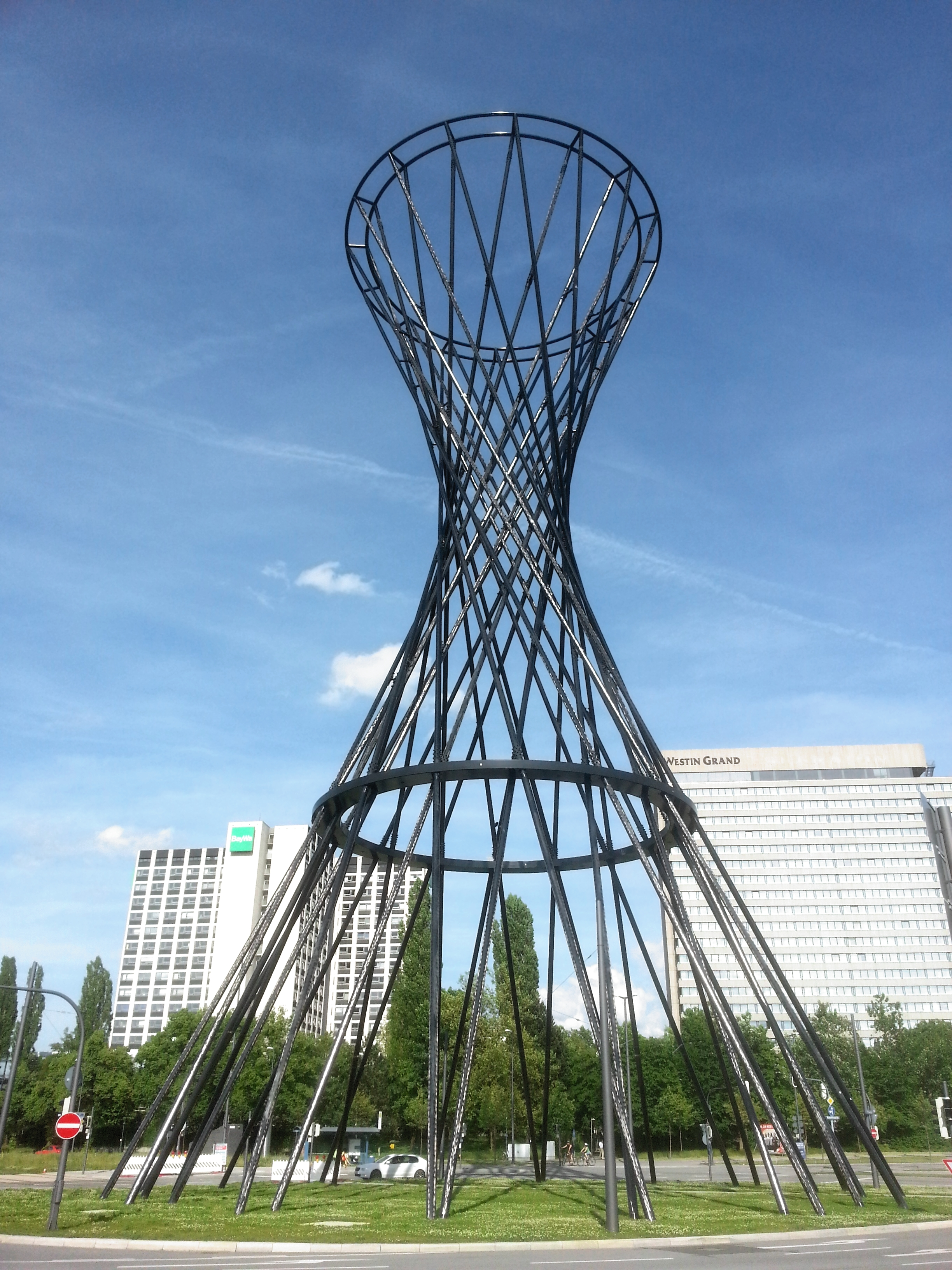
Мей Вест на площі Еффнерплац

У 1982 році закінчила Бард-коледж у Енендейл-на-Гудзоні, штат Нью-Йорк, отримавши диплом бакалавра мистецтв. Продовжила навчання у Каліфорнійському інституті мистецтв, який закінчила у 1987 році, отримавши ступінь магістра мистецтв.
У 1999–2000 роках викладала у Мюнхенській академії мистецтв.
З 2003 року Ріта Макбрайд — професор скульптури в академії мистецтв у Дюссельдорфі. 1 серпня 2013 року змінила на посаді ректора Дюссельдорфської академії мистецтв скульптора Тоні Креґа.
Одним з найвідоміших витворів майстрині є 52-х метрова пластикова скульптура Мей Вест на площі Еффнерплац у Мюнхені.